# Reserva Natural de Botcha
A Reserva Natural de Botcha (em russo:  Ботчинский заповедник) é uma área protegida na Rússia. É a reserva mais a norte ainda habitada pelo Tigre Siberiano, um animal em vias de extinção, registado actualmente como o maior e mais robusto tigre do mundo. A reserva localiza-se na parte nordeste da cadeia montanhosa de Sikhote-Alin; ela inclui a bacia do rio Botchi. Encontra-se a cerca de 120 quilómetros da cidade de Sovetskaya Gavan no Distrito de Sovetsko-Gavansky, no Krai de Khabarovsk. Esta área protegida foi criada em 1994, e cobre uma área de 267 380 hectares.

## Topografia
O terreno desta reserva é caracterizado por um terreno montanhoso com esporões e tergos, abrangendo a bacia do rio Botcha. O delta do rio Botcha, nos últimos 10 quilómetros até à foz, encontra-se fora da reserva. Esta área protegida tem a forma de um rectângulo paralelo à costa da Rússia, no sentido sudoeste-nordeste, com 80 quilómetros de comprimento e 50 quilómetros de largura. A reserva encontra-se separada do Estreito da Tartária do Mar do Japão por um linha costeira de 10 quilómetros de largura. O terreno é montanhoso do lado ocidental, e gradualmente perde altitude à medida que se caminha para o lado oriental. O rio Botcha flui para sudeste, passando por muitas curvas, e apresenta um fundo rochoso.

## Clima e eco-região
A reserva esta localizada numa eco-região de florestas mistas, que se encontra no centro da bacia do rio Amur, no Extremo Oriente Russo.
O clima de Botcha é um clima continental húmido, caracterizado por grandes variações na temperatura, tanto entre o dia e a noite como entre estações, com verões suaves e invernos frios e com neve. A reserva natural tem uma temperatura média mais fria do que as outras reservas mais a sul. Os verões são curtos, com uma temperatura média em Julho de 13,8º C.

## Flora e fauna
A área protegida é, na sua maioria, ocupada por florestas, por taiga e por algumas áreas atingidas por fogos florestais, sendo conhecida por ser a localização e vários fósseis de plantas.
A vida animal dentro da reserva é composta por vários mamíferos como uapitis, corças, renas, ursos pardos, linces, zibelinas e várias espécies de aves, e o rio Botchi e os seus afluentes albergam várias espécies de peixe, como o salmão e a truta.